# ريك ساكون
ريتشارد ساكوني (بالإنجليزية: Richard Saccone؛ مواليد 14 فبراير 1958) هو مدرس أمريكي وسياسي يميني متطرف مثل الدائرة 39 لولاية بنسلفانيا في مجلس نواب بنسلفانيا من عام 2011 إلى عام 2019. كان جمهوريًا، وكان مرشح حزبه للانتخابات الخاصة في مارس 2018 لشغل المقعد الشاغر في مجلس النواب الأمريكي للمنطقة الكونجرسية الثامنة عشر. خسر ساكون أمام المرشح الديمقراطي كونور لامب بهامش 0.3%.
نشر مقطع فيديو لنفسه على فيسبوك أثناء وقوفه في مشهد اقتحام مبنى الكابيتول الأمريكي عام 2021. نشر على الفيسبوك أنه «نحن نقتحم مبنى الكابيتول. لقد اخترقت طليعتنا الحواجز. سننقذ هذه الأمة. هل أنت معي؟» وأضاف لاحقًا أنه هو ومثيري الشغب الآخرين «سيطردون كل الأشرار هناك، وكل الجمهوريين بالاسم فقط الذين خانوا رئيسنا». بعد التحقيق في دور ساكوني في الهجوم على مبنى الكابيتول، استقال ساكوني من منصبه كأستاذ مساعد في كلية سانت فينسينت قبل أن يتم فصله.
في 31 أغسطس 2021، أعلن ساكوني عن نيته الترشح لمنصب نائب الحاكم في انتخابات حاكم الولاية لعام 2022. احتل المركز الثاني في الانتخابات التمهيدية خلف كاري ديلروسو.

## التعليم والسيرة
حصل ساكون على درجة البكالوريوس في علم النفس/العدالة الجنائية من كلية ويبر ستيت في عام 1981، ودرجة الماجستير في الإدارة العامة من جامعة أوكلاهوما في عام 1984، ودرجة الماجستير في شؤون الأمن القومي من كلية الدراسات العليا البحرية في عام 1987. حصل ساكون على درجة الدكتوراه في الشؤون العامة والدولية من جامعة بيتسبرغ في عام 2002.
وفي وقت لاحق أصبح عضوًا في هيئة التدريس في كلية سانت فينسينت في لاتروب، بنسلفانيا. عمل كضابط في القوات الجوية الأمريكية، وعمل في مكتب التحقيقات الخاصة ومكافحة التجسس. بعد استقالته من القوات الجوية، أصبح ساكوني موظفًا مدنيًا في الجيش الأمريكي أثناء حرب العراق، وعمل في العراق من عام 2004 إلى عام 2005. أثناء وجوده في العراق، عمل ساكون كمستشار استجواب في سجن أبو غريب.
وفقًا لسيرته الذاتية الرسمية والحملات الانتخابية، عمل ساكوني كمذيع في محطة إخبارية تلفزيونية ناطقة باللغة الإنجليزية في كوريا الجنوبية، وعمل لصالح شركات في كوريا الجنوبية وأمريكا الوسطى. أمضى 12 عامًا في كوريا الجنوبية، حيث التقى بزوجته.
تذكر السيرة الذاتية الرسمية لساكوني أنه عمل في كوريا الشمالية على «اتفاقية تهدف إلى منع تطوير الأسلحة النووية هناك». ومع ذلك، لم يكن ساكوني دبلوماسيًا، بل كان أحد العديد من الممثلين الأميركيين في منظمة تطوير الطاقة في شبه الجزيرة الكورية، الذين عملوا هناك من ديسمبر 2000 إلى ديسمبر 2001. تولت المنظمة مسؤولية مشروع بناء لتوليد الطاقة النووية المدنية لكوريا الشمالية مع منع البلاد من صنع الأسلحة النووية. وقال زملاء سابقون لساكوني من الولايات المتحدة وكوريا الجنوبية إن دوره كان مبالغاً فيه، وإنه لم يكن حاضراً في المفاوضات مع كوريا الشمالية إلا بصفة مراقب منخفض المستوى. كتب الدكتور ساكوني كتابين عن التعامل مع كوريا الشمالية والوقت الذي قضاه هناك، العيش مع العدو: داخل كوريا الشمالية، والتفاوض مع كوريا الشمالية.

## مسيرته السياسية

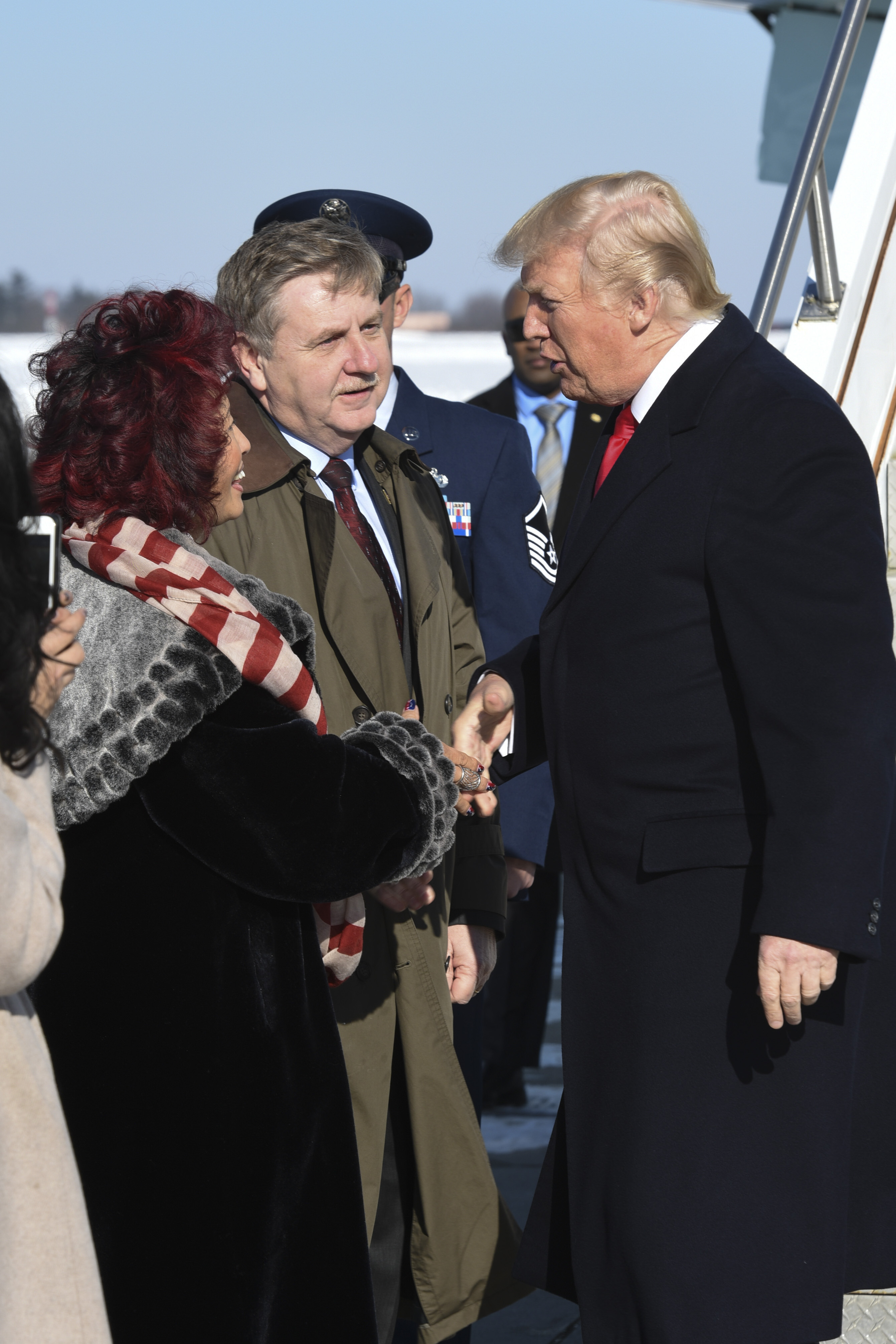
ساكوني وزوجته يحييان الرئيس الأمريكي دونالد ترامب

### مجلس النواب في ولاية بنسلفانيا
في عام 2010، تحدى ساكوني النائب الديمقراطي ديفيد ليفدانسكي على مقعد المنطقة 39 في مجلس النواب في ولاية بنسلفانيا، وهزم ليفدانسكي بأغلبية 151 صوتًا (50.3% مقابل 49.7%). تحدى ليفدانسكى ساكوني في مباراة العودة في عام 2012؛ وهزمه ساكوني مرة أخرى بهامش 50.2%–49.8%.
أعيد انتخاب ساكوني بنسبة 60% من الأصوات في عام 2014 و70% في عام 2016. تتضمن المنطقة جزءًا من مقاطعة أليغيني وجزءًا من مقاطعة واشنطن.

### الترشح لمجلس الشيوخ الأمريكي 2018
في فبراير 2017، تقدم ساكوني إلى لجنة الانتخابات الفيدرالية للترشح لمجلس الشيوخ الأمريكي في انتخابات عام 2018، سعياً لتحدي بوب كيسي جونيور، وأعلن ترشحه رسميًا في وقت لاحق من ذلك الشهر.
يعد ساكون من أنصار دونالد ترامب وتعهد بأن يكون حليفًا لترامب إذا انتُخب لمجلس الشيوخ. في 8 أكتوبر 2017، علق حملته لمجلس الشيوخ الأمريكي ليعلن أنه سيسعى للحصول على ترشيح الحزب الجمهوري للانتخابات الخاصة للمنطقة الكونجرسية الثامنة عشرة.

### الانتخابات الخاصة للدائرة الكونجرسية الثامنة عشر 2018
في 11 نوفمبر 2017، أصبح ساكوني المرشح الجمهوري للانتخابات الخاصة للمنطقة الكونجرسية الثامنة عشرة التي عقدت في 13 مارس 2018. جذبت الانتخابات الخاصة اهتمامًا وطنيًا. أنفق الجمهوريون أكثر من 8 ملايين دولار على الإعلانات التلفزيونية، وهو ضعف ما أنفقه الديمقراطيون، وجاء نجوم الحزب الجمهوري بما في ذلك دونالد ترامب (مرتين)، ودونالد ترامب الابن، وإيفانكا ترامب، ومايك بنس إلى الولاية للترويج لساكوني. اعتبارًا من 14 مارس، تقدم لامب على ساكوني بفارق 647 صوتًا، ويرجع ذلك أساسًا إلى فوزه بجزء مقاطعة أليغيني من المنطقة بفارق 15400 صوت؛ وفاز ساكوني ببقية المنطقة بفارق 14،700 صوت. اعتبرت معظم وسائل الإعلام نتيجة الانتخابات متقاربة للغاية بحيث لا يمكن التنبؤ بها، حيث كان الفارق بين المرشحين 0.2 في المائة فقط، وكان من المتوقع إعادة فرز الأصوات. ومع ذلك، عندما أصبح من الواضح أن ساكوني لن يكون قادرًا على التغلب على تقدم لامب الضئيل، دعا لامب للتنازل عن السباق في 21 مارس. في النتيجة النهائية، خسر ساكوني بنسبة 0.3 في المائة.

### انتخابات الدائرة الكونغرسية الرابعة عشرة العادية
بعد أن رفضت المحكمة العليا في ولاية بنسلفانيا الخريطة الكونجرسية التي رسمها المجلس التشريعي للولاية واستبدلتها بخريطة رسمتها المحكمة، تمت إعادة ترقيم معظم المنطقة الثامنة عشرة القديمة لتصبح المنطقة الرابعة عشرة. على الورق، يبدو المجلس الجديد الرابع عشر أكثر جمهورية من سابقه؛ وكان ترامب ليفوز به بفارق 29 نقطة لو كان موجودًا في عام 2016. في 15 مارس، أعلن ساكوني أنه بغض النظر عن النتيجة النهائية في الانتخابات الخاصة للدائرة 18، فإنه سيترشح في الانتخابات العادية للدائرة 14 الجديدة. في 15 مايو، خسر ساكوني الانتخابات التمهيدية للمنطقة الرابعة عشرة أمام جاي ريشينثالر (55%–45%).

### المشاركة في هجوم الكابيتول 2021
في 6 يناير 2021، شارك ساكوني في أعمال الشغب المؤيدة لترامب خارج مبنى الكونغرس الأمريكي. ونشر على صفحته على فيسبوك مقطع فيديو قال فيه «لقد حطموا البوابات. إنهم يرشونهم بالغاز المسيل للدموع هناك. نحاول طرد كل الأشرار هناك وكل الجمهوريين بالاسم فقط الذين خانوا رئيسنا. سنطردهم من مكاتبهم» ونشر منشورًا بعنوان «نحن نقتحم مبنى الكابيتول... هل أنت معي؟» أثناء مشاركته. حذف ساكوني الفيديو لاحقًا. في 7 يناير، استقال ساكوني من منصبه كأستاذ مساعد في كلية سانت فينسينت.

## المواقف السياسية

### دونالد ترامب
خلال حملته القصيرة لمجلس الشيوخ عام 2018، تعهد ساكوني بأن يكون حليفًا لدونالد ترامب إذا انتُخب لمجلس الشيوخ. في يناير 2018، أيد ترامب ساكوني بعد فوزه بترشيح الحزب الجمهوري للانتخابات الخاصة للمنطقة الكونجرسية الثامنة عشرة. ساكوني يتماهى بشكل وثيق مع ترامب وفي عام 2018 أطلق على نفسه اسم «ترامب قبل أن يصبح ترامب ترامب».
لقد جذبت حملة ساكوني في الانتخابات الخاصة لعام 2018 اهتمامًا وطنيًا، واعتبرها العديد من المحللين السياسيين والمعلقين بمثابة مؤشر على شعبية الحزب الجمهوري، والضرائب التي فرضها ترامب على واردات الصلب والألمنيوم المصنوعة في الخارج، وانتخابات مجلس النواب لعام 2018. لقد تعمد ساكون إثارة هذا التصوير، ووصف الانتخابات الخاصة بأنها استفتاء على رئاسة دونالد ترامب.

### الإجهاض
قدم ساكوني مشاريع قوانين للحد من حقوق الإجهاض. كما دعم التشريع الذي من شأنه أن يحظر عمليات الإجهاض بشكل فعال بعد 20 أسبوعًا من الحمل.

### الكنيسة والدولة
تأثرت معتقدات ساكوني بشدة بالمفكر المسيحي والمؤلف ديفيد بارتون، الذي قدم نفسه أيضًا في تجمع حاشد خلال الانتخابات الخاصة لساكوني في عام 2018.
في عام 2013، لفت ساكوني الانتباه لتقديمه قانون عرض الشعار الوطني، وهو مشروع قانون يتطلب من المناطق المدرسية العامة في ولاية بنسلفانيا نشر «نثق بالله» (الشعار الوطني) في كل مبنى مدرسي.
لقد فشل التشريع لعام 2013، ولكن في عام 2016، شارك ساكوني في رعاية تشريع مماثل (والذي من شأنه تشجيع ولكن ليس فرض نشر الشعار في المدارس). وقد تم تمرير مشروع القانون بأغلبية 179 صوتًا مقابل 20 صوتًا في مايو/أيار 2016. وقد تعرض هذا التشريع لانتقادات من قبل جماعات الدعوة العلمانية، مثل مؤسسة الحرية من الدين. وفي عام 2013 أيضًا، رعى ساكوني قرار «يوم الصلاة»، سعياً إلى تحديد يوم 30 أبريل باعتباره يوم الصوم الوطني.
في يناير 2012، قدم ساكوني إلى مجلس النواب بالولاية قرارًا غير ملزم (القرار رقم 535) لإعلان عام 2012 «عام الكتاب المقدس» في بنسلفانيا. تم تمرير القرار بالإجماع، ولكن تم انتقاده من قبل منظمة الأميركيين المتحدين من أجل فصل الكنيسة عن الدولة. أثار القرار جدلاً سياسياً كبيراً في ولاية بنسلفانيا، فضلاً عن الاهتمام الوطني.
رفعت مؤسسة الحرية من الدين دعوى قضائية فيدرالية بشأن القرار، مؤسسة الحرية من الدين ضد ساكوني، زاعمة انتهاك بند التأسيس. رفض قاضي المحكمة الجزئية الأمريكية كريستوفر سي. كونر الدعوى على أساس الحصانة التشريعية، لكنه انتقد الهيئة التشريعية لاستخدامها موارد الدولة «لتوفير مادة صوتية لإعادة الانتخاب لاستخدامها من قبل أعضاء الجمعية العامة».
في مقابلة أجريت معه عام 2017 مع شبكة القساوسة الأمريكية، ذكر ساكوني أن الله يريد من أولئك الذين لديهم «خوف الله في داخلهم» أن «يحكموا علينا».

### الميزانية والضرائب والسياسة المالية
أيد ساكوني التشريع الضريبي الفيدرالي الجمهوري الذي صدر في عام 2017، قائلاً «أنا آسف لأنني لم أكن هناك للتصويت عليه». على مدار الحملة الانتخابية لمقعد الانتخابات الخاصة لعام 2018، نأى ساكوني بنفسه عن الإعلانات التي روجت لدعمه للتخفيضات الضريبية والإعلانات، والتي على الرغم من بروزها في بداية الحملة، فقد تم التخلص منها.
في عام 2017، كان ساكوني جزءًا من فصيل من المشرعين الجمهوريين في الولاية الذين سعوا إلى سد عجز قدره 2.3 مليار دولار (حوالي 2.81 مليار دولار في عام 2023) في ميزانية الولاية من خلال تخفيضات الإنفاق وحدها؛ قال ساكوني إنه يفضل سد فجوة الميزانية عن طريق إعادة توجيه الأموال غير التابعة للصندوق العام إلى صناديق خاصة «غير منتجة» (غير مستخدمة) لكنه كان منفتحًا على خفض الإنفاق على نطاق واسع.

### الإكوادور
أثناء وجوده في منصبه، دعا ساكوني باستمرار إلى خفض الإنفاق، بما في ذلك تمويل التعليم في مرحلة الطفولة المبكرة والتعليم من الروضة إلى الصف الثاني عشر، والمكتبات العامة، ورعاية الطفل.

### الأسلحة
يُعرف ساكوني بدفاعه القوي عن حقوق الأسلحة. في عام 2017، رعى ما لا يقل عن أربعة مشاريع قوانين تسعى إلى توسيع حقوق مالكي الأسلحة؛ وكان أحد هذه المشاريع من شأنه تعديل قانون الولاية لحظر التمييز ضد حاملي الأسلحة؛ وانتقدت مذكرة المشاركة في رعاية مشروع القانون تشاك إي تشيز بسبب «سياستها التي تمنع العملاء من حمل الأسلحة النارية داخل» المكان.

### العمل المنظم
يفضل ساكوني تشريع حق العمل، الذي يجعل من غير القانوني إجبار العمال في أماكن العمل النقابية على الانضمام إلى النقابات. ووفقًا لشبكة إن بي سي نيوز، «لقد وحد سجل ساكوني المحافظ العمال المنظمين ضده». ينفي ساكوني هذا الوصف، قائلاً «لقد صوت أعضاء النقابة لي دائمًا. لم تمثل قيادتهم أعضاءهم أبدًا، وهم يعرفون ذلك».
في عام 2017، سعى ساكوني إلى الحد من ممارسة السماح لبعض المعلمين بالعمل بدوام كامل لصالح نقابات المعلمين تحت تصنيف «المعلمين في مهمة خاصة» (مع تعويض النقابة لأجور هؤلاء المعلمين إلى منطقة المدرسة). في عام 2017، عمل ثلاثة معلمين في اتحاد معلمي بيتسبرغ بدوام كامل في هذا الدور. وصف ساكوني الموظفين بأنهم «معلمون أشباح» ورعى تشريعًا من شأنه أن يحد من عمل المعلمين بما لا يزيد عن 15 يومًا من نشاط النقابة سنويًا.

### الضغط
قدم ساكوني تشريعًا يحظر على المسؤولين العموميين قبول «النقل أو الإقامة أو الضيافة أو أي شيء ذي قيمة اقتصادية كهدية» من جماعات الضغط. قال ساكوني، «لدي ما لا يقل عن 20 مجموعة ضغط لم تأخذني أبدًا لأي شيء. يأتون إلى مكتبي، ويقدمون عرضهم ثم يرحلون. وهذا هو ما يجب أن يكون عليه الأمر». ومع ذلك، ورد لاحقًا أن ساكوني كان يحصل بشكل روتيني على وجبات مدفوعة من قبل جماعات الضغط؛ برر ساكوني حصوله على وجبات هدية من جماعات الضغط، قائلاً إنه كان عليه تناول الوجبات مع جماعات الضغط لأن المشرعين الآخرين فعلوا ذلك ولم يكن يريد عزل نفسه عن المشرعين الآخرين.

### التعذيب
دعا ساكوني إلى استخدام أسلوب التعذيب بالماء والحرمان من النوم وأشكال أخرى من التعذيب في مقالاته وفي كتابه

### الانتخابات الخاصة لروي مور
في عام 2017، خلال حملة انتخابية خاصة لمقعد في مجلس الشيوخ الأمريكي في ألاباما، دافع ساكوني عن المرشح الجمهوري روي مور، الذي اتُهم بسوء السلوك الجنسي تجاه فتيات مراهقات؛ وبعد أن سأل أحد المراسلين ممثلة جمهورية أخرى (كاثي راب)، عما إذا كانت تجد «أنه من الشفقة أن ينتخب حزبك قريبًا متهمًا بالاعتداء على الأطفال في مجلس الشيوخ الأمريكي»، قال ساكوني، «هل تؤمن بافتراض البراءة ؟».

## استخدام حساب النفقات التشريعية
وفقًا لموقع الإعتراض، أظهرت السجلات الصادرة عن الجمعية العامة لولاية بنسلفانيا أن ساكوني استخدم حساب نفقاته التشريعية، والذي تم تمويله من دافعي الضرائب، «لدفع الوجبات، ومدفوعات بدل المعيشة، وغيرها من العناصر بمعدل أعلى من معظم المشرعين». وأظهر التحقيق أن ساكوني اشترى 36 عنصرًا من عناصر شراء الأعلام وملحقاتها بقيمة إجمالية بلغت 4436.30 دولارًا. كما أنفق ساكوني 117400 دولار لاستئجار مكتب من شركة عقارات داولينج، وهي شركة عقارات أسستها سيلين داولينج، إحدى المتبرعات لحملته.

## حياته الشخصية
ساكوني معمداني. كان متزوجًا من يونج ساكوني التي توفيت في 8 يوليو 2023. التقى بها في كوريا الجنوبية. للزوجين ولدان، نيك وماثيو.

## وصلات خارجية
- الموقع الرسمي للحملة
- مرات الظهور على سي-سبان

| Unrecognised parameter | Unrecognised parameter                                        | Unrecognised parameter |
| ---------------------- | ------------------------------------------------------------- | ---------------------- |
| سبقه ديفيد ليفدانسكي   | عضو في مجلس النواب في ولاية بنسلفانيا من الدائرة 39 2011–2019 | تبعه مايك بوسكاريتش    |